# Nachal Kidron
Nachal Kidron (hebrejsky נחל קדרון, arabsky وادي الجوز, Vádí al-Džoz, v Bibli též potok Cedron) je vádí v Jeruzalémě a na Západním břehu Jordánu, v Judských horách a Judské poušti.

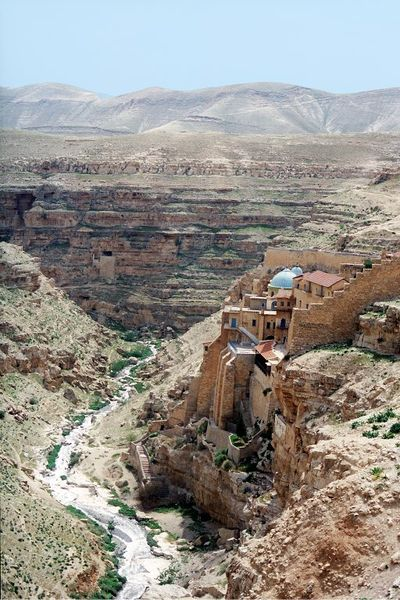
Údolí Nachal Kidron a klášter Mar Saba

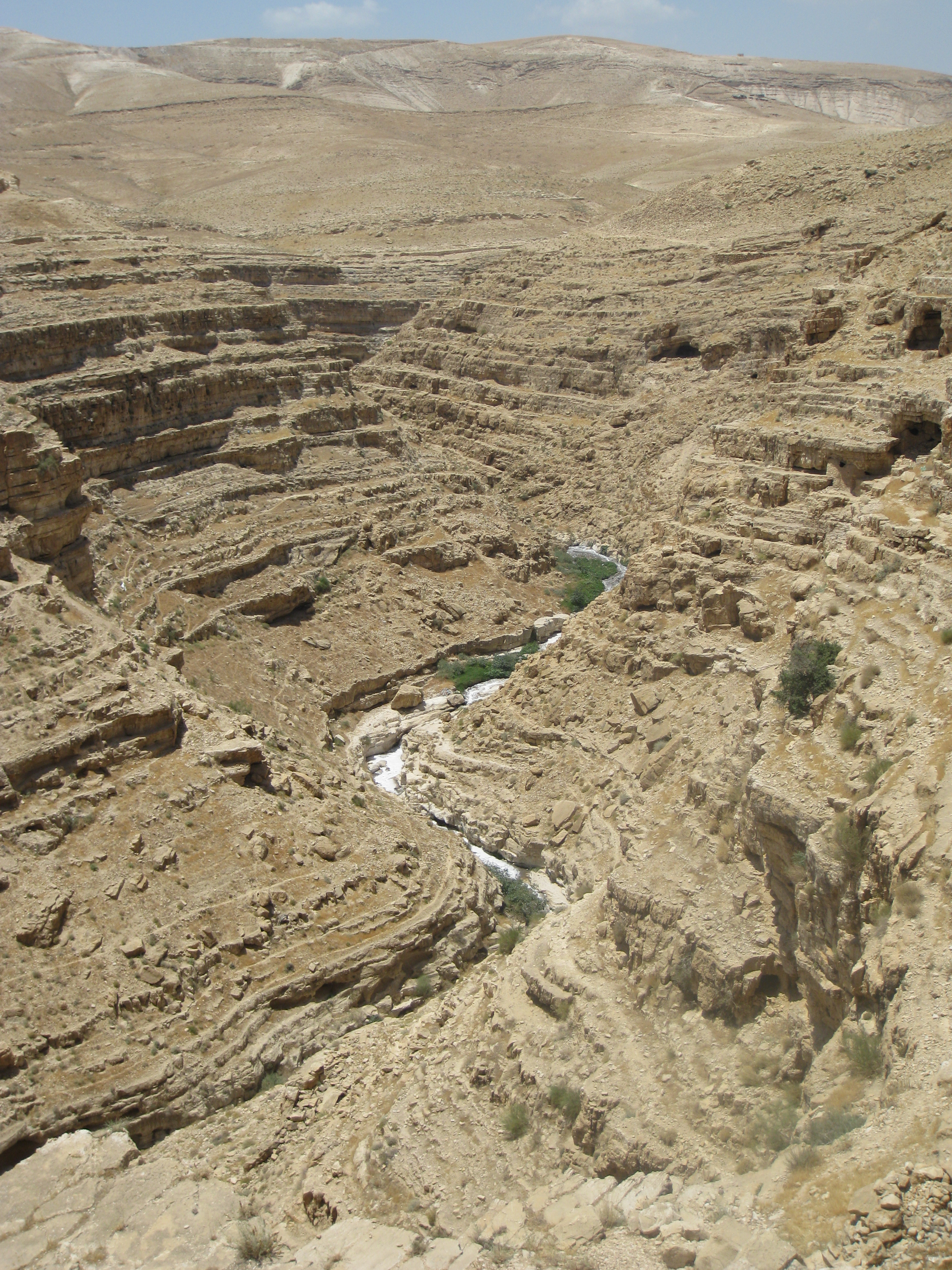
Údolí Nachal Kidron v Judské poušti

Začíná v nadmořské výšce necelých 800 metrů na jižních svazích hory Skopus severovýchodně od Starého Města v Jeruzalémě. Stojí tu čtvrť Vádí al-Džoz, jejíž jméno je odvozeno od arabského názvu vádí. Tento horní úsek bývá ovšem někdy nazýván Nachal Egoz. Pak se rychle zařezává do okolního terénu a prochází podél východní strany Starého Města, které tak odděluje od hory Olivetské s čtvrtěmi at-Tur a al-Savana. V Bibli je toto údolí označováno jako dolina Jóšafatu, podle citátu z Knihy Jóel 4,2: „shromáždím všechny pronárody, svedu je do Doliny Jóšafatu (to je Hospodin bude soudit) a budu je tam soudit kvůli svému lidu, kvůli svému dědictví, kvůli Izraeli, kterého rozehnali mezi pronárody.“ Z novozákonních textů je toto údolí známo jako lokalita, kde se nachází Getsemanská zahrada.
Vádí pak pokračuje mohutným kaňonem dál k jihu. Jeho svahy pokrývá prakticky souvislá městská zástavba. Na východě je to čtvrť Ras al-Amud a Džebel Batan al-Hawa na hoře Har ha-Mašchit, v samotném údolí pak leží čtvrť Silvan a Ir David. Od západu sem podél hory Sijón ústí údolí toku Nachal Hinom (Hinonské údolí neboli Gehena). Pak vádí Nachal Kidron stáčí směr k jihojihovýchodu a vchází do předměstských částí Východního Jeruzaléma. Prochází okolo čtvrtí Abu Tor (zde sem od západu ústí vádí Nachal Ecel) al-Savahira al-Garbija a Arab al-Savahira a překračuje městské hranice Jeruzaléma směrem na Západní břeh Jordánu. Míjí město Abu Dis. U města al-Ubejdija se stáčí dočasně k východu, pak opět k jihu, přičemž vstupuje do pouštní a jen řídce osídlené krajiny Judské pouště. Zde se nachází na svazích nad Nachal Kidron historicky významný a turisticky vyhledávaný komplex kláštera Mar Saba. Kaňon se pak otevírá v menší planinu (Bik'at Hurkanija), kde sem od jihozápadu zprava ústí vádí Nachal Gorfan.
Pokračuje potom k východu zcela neosídlenou pouštní oblastí a klesá strmě do příkopové propadliny Mrtvého moře. Stojí tu čistička odpadních vod, která řeší problémy se splaškovými vodami, které do Nachal Kidron ústí v aglomeraci Jeruzaléma. Dolní úsek vádí je turisticky využíván. Soutěsku z jižní strany ohraničuje vrch Micpe Nachli'el. Podél jižní strany vesnice Avnat pak Nachal Kidron vstupuje do sníženiny u břehu Mrtvého moře, podchází dálnici číslo 90 a ústí do Mrtvého moře.